# Niverville
Niverville és una concentració de població designada pel cens dels Estats Units a l'estat de Nova York. Segons el cens del 2000 tenia 1.737 habitants.

## Demografia
Segons el cens del 2000, Niverville tenia 1.737 habitants, 682 habitatges, i 476 famílies. La densitat de població era de 232,1 habitants per km².
Dels 682 habitatges en un 33% hi vivien nens de menys de 18 anys, en un 58,2% hi vivien parelles casades, en un 8,7% dones solteres, i en un 30,1% no eren unitats familiars. En el 23,8% dels habitatges hi vivien persones soles el 8,1% de les quals corresponia a persones de 65 anys o més que vivien soles. El nombre mitjà de persones vivint en cada habitatge era de 2,53 i el nombre mitjà de persones que vivien en cada família era de 3,02.
Per edats la població es repartia de la següent manera: un 24,7% tenia menys de 18 anys, un 6,4% entre 18 i 24, un 30,4% entre 25 i 44, un 26,9% de 45 a 60 i un 11,6% 65 anys o més.
L'edat mediana era de 38 anys. Per cada 100 dones de 18 o més anys hi havia 95,8 homes.
La renda mediana per habitatge era de 46.290 $ i la renda mediana per família de 55.362 $. Els homes tenien una renda mediana de 35.859 $ mentre que les dones 26.813 $. La renda per capita de la població era de 23.109 $. Entorn del 2,8% de les famílies i el 8,2% de la població estaven per davall del llindar de pobresa.